# Grote Vergadering

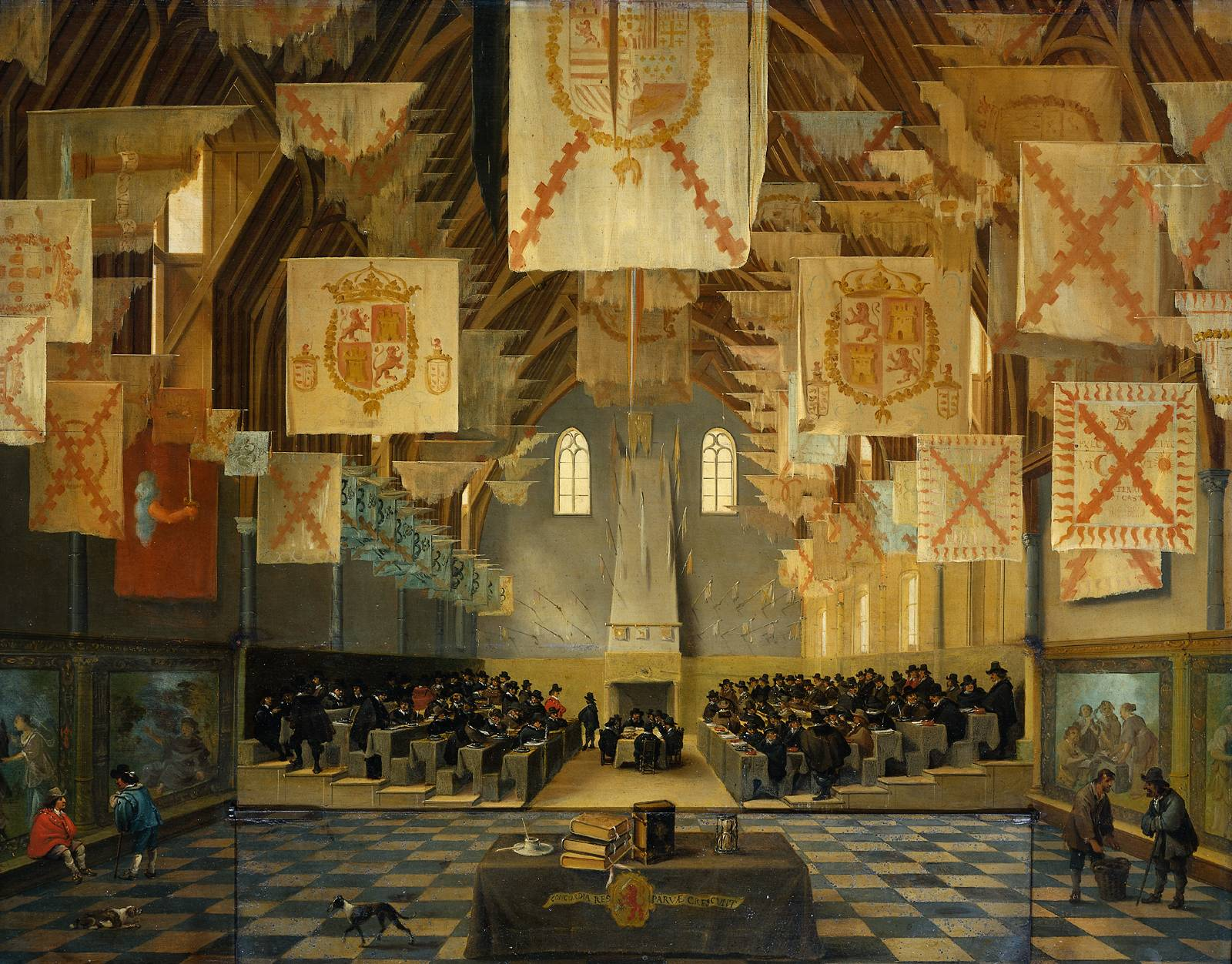
De grote zaal op het Binnenhof, Den Haag, tijdens de Grote Vergadering der Staten Generaal in 1651, toegeschreven aan Bartholomeus van Bassen en Anthonie Palamedes. Tijdens deze vergadering werd besloten om geen nieuwe stadhouder aan te stellen, het begin van het Eerste Stadhouderloze Tijdperk.

Grote Vergadering is de benaming voor twee bijeenkomsten van afgevaardigden van de gewesten van de Verenigde Nederlanden in Den Haag. Een dergelijke vergadering was in feite een uitgebreide vergadering van de Staten-Generaal van de Nederlanden.

## Eerste Grote Vergadering

### Achtergrond
Na de Vrede van Münster werd het staatse leger verkleind op last van het gewest Holland. Dit had tot gevolg dat de macht van stadhouder Willem II van Oranje afnam. Willem II probeerde zijn machtspositie te behouden en in uiterste greep daartoe ging hij over een staatsgreep. Deze lukte gedeeltelijk, mede door de mislukte Aanslag op Amsterdam op 30 juli 1650. Lang kon Willem II niet van zijn overwinning genieten, want hij overleed in november van dat jaar.

### Besluiten
Op uitnodiging van de Staten van Holland kwamen alle vertegenwoordigers van de gewesten van de Republiek bijeen op 18 januari 1651 in de Ridderzaal om te discussiëren over de toekomst van de Republiek. De vergadering zou pas op 21 augustus beëindigd worden. Bij de Grote Vergadering werden de bepalingen van de Synode van Dordrecht opnieuw bevestigd, met name het uitgangspunt dat de kerkelijke ordening een gewestelijke aangelegenheid was. Ook besloten de regenten om een algemene amnestieregeling af te kondigen voor de deelnemers aan de staatsgreep van een jaar eerder.
Een belangrijke beslissing moest er ook genomen worden over het stadhouderschap. Holland had al besloten om geen nieuwe stadhouder aan te stellen en na onderhandelingen werd er besloten dat het stadhouderschap voortaan een zaak voor ieder gewest afzonderlijk was. Zodoende werd in de Grote Vergadering de gewestelijke autonomie verder versterkt. De gewesten Zeeland, Utrecht, Gelderland en Overijssel stelden ook geen nieuwe stadhouder aan waarop het Eerste Stadhouderloze Tijdperk begon.

## Tweede Grote Vergadering
De Tweede Grote Vergadering vond plaats in de Trêveszaal en duurde van 28 november 1716 tot 14 september 1717. Het initiatief lag bij de Staten van Gelderland, waar vooral de graaf van Rechteren de leiding had, terwijl de voorstellen tot hervorming dit keer vooral bij de Raad van State vandaan kwamen. In tegenstelling tot de Eerste Grote Vergadering was dit geen congres van gewestelijke vergaderingen, maar een reeks bijeenkomsten. Zij wilden de toestand van de Unie bespreken en voorstellen tot hervorming doen. Er werden voorstellen gedaan om de gewestelijke en stedelijke autonomie in te perken en het generaliteitsgezag te versterken. Simon van Slingelandt zette de noodzaak van deze hervormingen in verschillende nota's uiteen. Het enige besluit dat genomen werd was een vermindering van de legersterkte, die door de Raad van State ernstig ontraden was.
Het povere resultaat gaf aanleiding tot een zegswijze die vaak wordt gebruikt voor onproductieve bijeenkomsten: Zij dronken een glas, zij deden een plas, en alles bleef zoals het was.